# قطعنامه ۱۷۷ شورای امنیت
قطعنامه ۱۷۷ شورای امنیت سازمان ملل متحد که در تاریخ ۱۵ اکتبر ۱۹۶۲ تصویب شد، سندی بین‌المللی دربارهٔ پذیرش اعضای جدید سازمان ملل متحد: اوگاندا است. این قطعنامه طی نشست ۱٬۰۲۱ام با ۱۱ موافق، ۰ مخالف و ۰ ممتنع تصویب شد.